# Gunung Jun Ka Polanook
Gunung Jun Ka Polanook är ett berg i Indonesien.   Det ligger i provinsen Aceh, i den västra delen av landet, 1 700 km nordväst om huvudstaden Jakarta. Toppen på Gunung Jun Ka Polanook är 973 meter över havet.
Terrängen runt Gunung Jun Ka Polanook är kuperad åt sydost, men åt nordväst är den bergig. Runt Gunung Jun Ka Polanook är det mycket glesbefolkat, med 5 invånare per kvadratkilometer. I omgivningarna runt Gunung Jun Ka Polanook växer i huvudsak städsegrön lövskog.